# Paracis spinifera
Paracis spinifera är en korallart som först beskrevs av Nutting 1912.  Paracis spinifera ingår i släktet Paracis och familjen Plexauridae. Inga underarter finns listade i Catalogue of Life.